# Diplacina sanguinolenta
Diplacina sanguinolenta är en trollsländeart som beskrevs av Van Tol 1987. Diplacina sanguinolenta ingår i släktet Diplacina och familjen segeltrollsländor. Inga underarter finns listade i Catalogue of Life.